# .35 Whelen
El .35 Whelen es un cartucho de rifle de caza mayor, desarrollado a partir del casquillo del .30-06 Springfield, al cual se le modifica el diámetro del cuello para alojar un proyectil calibre .0.358 pulgadas (9.1 mm ), permitiéndole ser recamarado en un rifle de cerrojo de longitud media.

## Historia

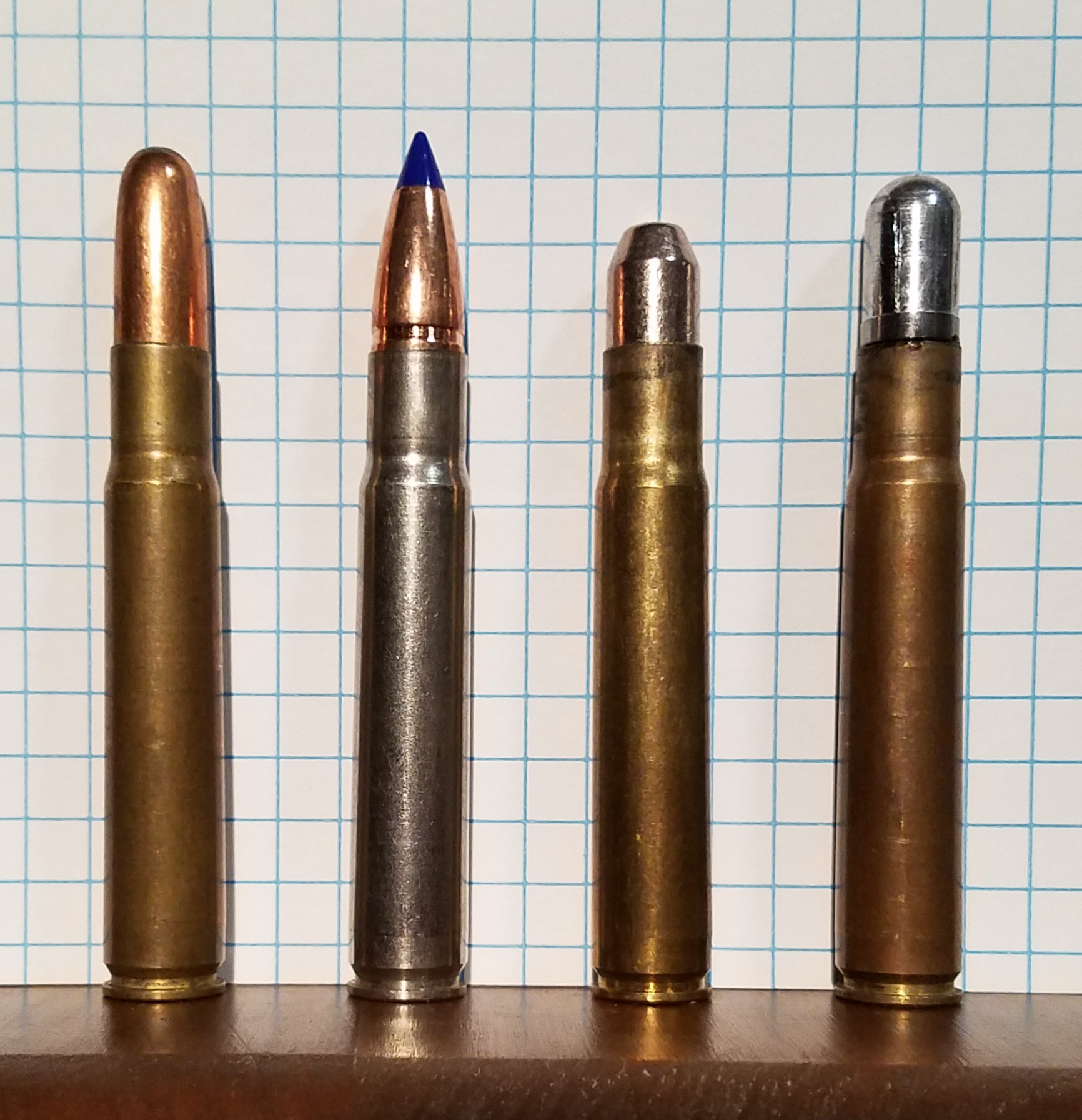
Munición .35 Whelen con diferentes pesos y formas de proyectil.

El .35 Whelen se desarrolló en 1922. Remington Arms posteriormente lo estandarizó como alternativa comercial e introdujo una variante del Remington modelo 700 en este calibre en 1987, cuando fue legitimizado por la marca. Desde entonces ha sido también recamarado en otros rifles comerciales de cerrojo, semiautomáticos y de un solo tiro por otros fabricantes. Actualmente el calibre viene cobrando cierto resurgimiento; Ruger viene produciendo la variante africana de su modelo Ruger M77 Hawkeye para el calibre .35 Whelen, tambien se han venido produciendo recientemente fusiles Nosler y CVA en este calibre.  
Una versión de su origen es que  esté fue diseñado por el Coronel Townsend Whelen cuándo estuvo a cargo del  Arsenal Frankford. En un artículo de la revista American Rifleman en 1923, Townsend Whelen lo refiere como "el primer cartucho que  diseñé" y declara que, "El Señor James V. Howe Emprendió este trabajo de hacer dados, escariadores de recámaras, y de recamarar los rifles, todo de acuerdo con mi diseño." James V. Howe fue un armero en el Arsenal y más tarde co-fundador de Griffin & Howe.

## Performance
Con la practicidad de poder ser recamarado en un fusil de cerrojo de longitud estándar y el mismo diámetro de cara de cerrojo que cualquier cartucho metálico emparentado con el .30-06 Springfield, el ,35 Whelen es capaz de usar balas de .0,358 plg (9,1 mm)  y pesos de entre 150 y 300 granos (9.7 y 19.4 g). Sin embargo, los proyectiles de entre 200 y 250 granos son las alternativas mas comunes, haciéndolo ideal para la caza de presas de tamaño medio a distancias cortas y medias. Utilizando un proyectil de 250 granos (16 g), el .35 Whelen generará 3,500 libras.pie  (4,700 j) de salida de un cañón de 24 pulgadas, y puede disparar un proyectil de 225 granos prácticamente a la misma velocidad que un .30-06 Springfield con munición de 180 granos, y con niveles de energía similares al 9.3x62mm.
Originalmente los cañones usados para el .35 Whelen se producían con un paso de 1:16", pero actualmente son preferibles los cañones de 1:14, que permiten estabilizar proyectiles de mayor coeficiente balístico, volviendo al .35 Whelen un competidor directo con cartuchos como el .338 Winchester Magnum.

## Uso deportivo
El .35 Whelen es netamente usado para la caza mayor. Debido a que usa cargas de pólvora similares a las de cartuchos desarrollados a partir del .30-06 Springfield, el retroceso que genera no es mucho mayor, haciéndolo fácil de disparar y permitiendo desarrollar rifles relativamente ligeros en este calibre, si es que se comparan con cartuchos Magnum con una performance similar. 
Estas características le dan al .35 Whelen la versatilidad para ser aprovechado para la caza de especies de diferentes tamaños, desde venados de cola blanca hasta osos pardos, wapitíes y alces en una diversidad de terrenos, pero predominando en zonas boscosas. 